# 高河街道
高河镇，是中华人民共和国山東省济宁市金乡县下辖的一个乡镇级行政单位。

## 行政区划
高河镇下辖以下地区：
高河村、赵阁村、马庄村、于楼村、西夹村、韩庄村、东夹村、周油坊村、周楼村、马河崖村、高河屯村、代楼村、胡庄村、孙庄村、胡楼村、王大楼村、周大庙村、邵刘村、苏楼村、皮庄村、郭洼村、魏楼村、郭七楼村、牛桥村、官庄村、大徐楼村、周庄村、尚楼村、张黄村、常庄村和候李村。

## 人口
2010年中国第六次人口普查时，高河镇共有人口32246人。共有家庭10575户，平均每户3.04人。14岁以下的少年儿童共5283人，占总人口16.38%；15-64岁人口共23790人，占总人口73.77%；65岁及以上的老年人共3173人，占总人口的9.839%。男性共计16416人，占总人口50.90%；女性共计15830，占总人口49.09%。本地居住的人口中，拥有本地户籍的人口为31498人，占97.68%。